# 코소보 수페르리가
코소보 수페르리가(알바니아어: Superliga e Futbollit të Kosovës)은 코소보의 축구 리그이다. 1945년에 첫 시즌이 열렸다. 10개 팀이 참가한다.

## 2016-17 시즌 클럽
- KF 프리슈티나
- KF 베사 페여
- KF 드레니차
- KF 드리타
- KF 페리자이
- KF 페로니켈리
- KF 질라니
- KF 하이발리아
- KF 리리아
- KF 라피
- KF 트렙차
- KF 트렙차'89

## 역대 우승 팀

### 유고슬라비아의 하부 리그 시기
- 1945: KF 예딘스트보
- 1946: KF 예딘스트보
- 1947: KF 트렙차
- 1947–48: KF 프롤레타리
- 1948–49: KF 트렙차
- 1950: KF 트렙차
- 1951: KF 코소보
- 1952: KF 트렙차
- 1953: 리그 시스템 개편으로 인해 실시되지 않음
- 1953–54: KF 코소보
- 1954–55: KF 트렙차
- 1955–56: KF 루다리
- 1956–57: KF 루드니쿠 (하이발리아)
- 1957–58: KF 루다리
- 1958–59: KF 프리슈티나
- 1959–60: KF 루다리
- 1960–61: KF 프리슈티나
- 1961–62: KF 부두치노스티 (베사 페여)
- 1962–63: KF 츠르베나 즈베즈다
- 1963–64: KF 슬로가
- 1964–65: KF 슬로가
- 1965–66: KF 부두치노스티 (베사 페여)
- 1966–67: KF 오빌리치
- 1967–68: KF 벌라즈니미
- 1968–69: KF 벌라즈니미
- 1969–70: KF 벌라즈니미
- 1970–71: KF 벌라즈니미
- 1971–72: KF 오빌리치
- 1972–73: KF 푸셔 코소바
- 1973–74: KF 벌라즈니미
- 1974–75: KF 리리아
- 1975–76 KF KXEK 코소바
- 1976–77: KF 프리슈티나
- 1977–78: KF 부두치노스티 (KF 베사 페여)
- 1978–79: KF 프리슈티나
- 1979–80: KF 벌라즈니미
- 1980–81: KF 리리아
- 1981–82: KF 벌라즈니미
- 1982–83: KF KNI 라미즈 사디쿠
- 1983–84: KF 리리아
- 1984–85: KF 츠르베나 즈베즈다 질라네
- 1985–86: KF 벌라즈니미
- 1986–87: KF 리리아
- 1987–88: KF 츠르베나 즈베즈다 질라네
- 1988–89: KF 부두치노스티 (베사 페여)
- 1989–90: KF 벌라즈니미
- 1990–91: KF 푸셔 코소바
- 1991–92: KF 프리슈티나
- 1992–93: KF 트렙차
- 1993–94: KF 두카지니
- 1994–95: KF 리리아
- 1995–96: KF 프리슈티나
- 1996–97: KF 프리슈티나
- 1997–98: 코소보 전쟁으로 인해 중단
- 1998–99: 코소보 전쟁으로 인해 열리지 않음

### 유엔 코소보 임시행정부(UNMIK) 설립 이후의 시기
- 1999–2000: KF 프리슈티나
- 2000–01: KF 프리슈티나
- 2001–02: KF 베시아나
- 2002–03: KF 드리타
- 2003–04: KF 프리슈티나
- 2004–05: KF 베사 페여
- 2005–06: KF 베사 페여
- 2006–07: KF 베사 페여

### 코소보 독립 선언 이후의 시기
- 2007–08: KF 프리슈티나
- 2008–09: KF 프리슈티나
- 2009–10: KF 트렙차
- 2010–11: KF 히시
- 2011–12: KF 프리슈티나
- 2012–13: KF 프리슈티나
- 2013–14: KF 코소바 부슈트리
- 2014-15: KF 페로니켈리
- 2015-16: KF 페로니켈리